# Donațiile din Alexandria

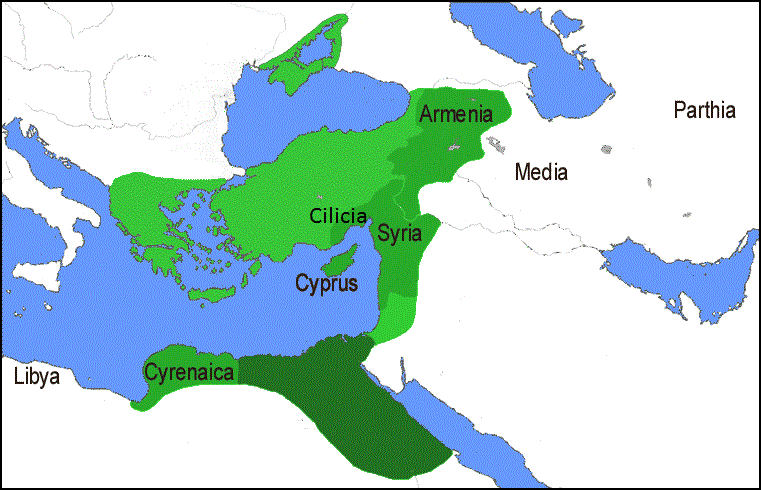
O hartă cu donațiile făcute de Antoniu Cleopatrei și copiilor săi, în 34 î.Hr.

Donațiile din Alexandria din toamna anului 34 î.Hr. reprezintă o declarație politico-religioasă (teopolitică) a reginei Cleopatra a VII și a lui Marc Antoniu, în care au împărțit pământuri ale Romei și Parției către copiii Cleopatrei, cărora le-a acordat numeroase titluri, în special pentru Caesarion, fiul lui Iulius Caesar. Donațiile au dus la o încălcare fatală a relațiilor dintre Antoniu și Roma și au fost printre cauzele războiului care au dus la prăbușirea Republicii Romane și apariția Imperiului Roman.  
Înconjurat de Cleopatra și copiii ei, Antoniu a anunțat că a pus capăt alianței sale cu Octavian. În 34 î.Hr. el a împărțit regate pentru copiii săi: Alexandru Helios a fost numit de regele Armeniei, Media și Parția (care nu a fost niciodată cucerita de Roma), sora sa geamănă Selene primește Cyrenaica și Libia, iar tânărul Ptolemeu Philadelphus a primit Siria și Cilicia. În ceea ce o privește pe Cleopatra, ea a fost proclamată Regina Regilor și Regină a Egiptului, denumire asemănătoarea cu cea atribuită lui Caesarion (Ptolemeu al XV-lea Caesar, fiul lui Iulius Cezar): Regele Regilor și Rege al Egiptului. Cel mai important dintre toate, diferența era că Caesarion a fost declarat fiul legitim și moștenitorul lui Caesar. Aceste proclamații au fost cunoscut sub numele de Donațiile din Alexandria și au provocat o încălcare fatală în relațiile cu Roma ale lui Antoniu.